# Rosa landleguan
Rosa landleguan, Conolophus marthae, är en art i familjen leguaner (Iguanidae) som lever uteslutande på land till skillnad från sin nära släkting havsleguanen. Djuret är endemiskt på norra delen av ön Isabela i ögruppen Galápagos i Stilla havet. 
IUCN kategoriserar arten globalt som akut hotad. Efter Wolfvulkanens utbrott 2015 befarades den rosa landleguanen vara hotad att dö ut.

## Upptäckt
Den rosa landleguanen är en relativ nyupptäckt art som först observerades av parkvakter år 1986. Först trodde forskarna att det rörde sig om individer med pigmentstörningar, men efter noggranna studier har den nu klassificerats som en egen art. Enligt DNA-analyser anses arten ha existerat i 5,7 miljoner år. Det är en äldre datering än hos de båda andra arter man tidigare kände till av Galápagos landlevande leguaner -Galapagos landleguan (Galapagos landleguan) och Barringtons landleguan (Conolophus pallidus)- som tidigare betraktades som en och samma art. Båda dessa är gulbruna i färgen, den ena lite ljusare än den andra. DNA-resultaten visade att det skilde 7 % i mitokondrie-DNA mellan den rosa landleguanen jämfört med Galapagos landleguan och Barringtons landleguan medan det mellan dessa två skilde sig endast 2 %.
Den rosa landleguanens datering på 5,7 miljoner år är äldre än flera av de vulkaniska öar som Galápagosöarna består av och äldre än den norra delen av ön Isabella där den rosa landleguanen lever.

## Utseende
Den rosa landleguanen är rosa till färgen med några svarta, breda tvärgående ränder. 
Andra olikheter gentemot de andra båda landleguanerna på Galápagos är att taggraden på ryggen är lite annorlunda, och att ödlan i sin helhet är större. Den kan bli upp till 1,8 meter mellan nos och svansspets, vilket även gör att den är större än Galápagos havsleguaner.
Hanen och honan av rosa landleguan ser likadana ut.

## Ekologi och diet
Den rosa landleguanen lever uteslutande på land, liksom alla andra ödlor. De saknar fullständigt simhud mellan tårna. Deras svans är kortare och föga hoptryckt, ryggkammen är svagare, och halsen är längre än hos havsleguanen. De gräver sig grunda hålor och livnär sig av landväxter, som kaktus och akaciablad.
Hannarna är revirhävdande och skyddar aggressivt sina revir som oftast innehåller mer än en hona. De lever ensamma utom när det är parningstid.
Under dagtid absorberar leguanerna värme från solen genom att sola på stenar och klippor, och nattetid sover de i hålor för att bevara sin kroppsvärme. Dessa leguaner har ett symbiotiskt förhållande med fåglar. Fåglarna plockar bort parasiter och fästingar från ödlans hud. På så sätt slipper ödlan ohyra och fåglarna får mat.
Det uppskattas att den rosa landleguanen har en livslängd på 8-15 år, men kan bli 50 år.

## Parning
Den rosa landleguanen blir könsmogen vid åtta till femton års ålder. Snart efter parningen migrerar honorna till sandiga områden på ön, där gräver de en håla där de lägger 4-7 ägg. Äggen kläcks efter 3-4 månader.

## Population
Det uppskattades att det finns mellan 100 och 200 individer av arten Rosa landleguan. Den är av Internationella naturvårdsunionen (IUCN) rödlistad som akut hotad (CR).
Efter Wolfvulkanens utbrott 2015 befarades den rosa landleguanen att vara i fara att dö ut. För tillfället (maj 2015) hotar inte utbrottet leguanerna, eftersom lavan rinner ner på den sydliga sidan av vulkanen. De rosa leguanerna lever enbart på den nordöstra sidan.

## Kuriosa
Ecuador utgav år 2009 ett frimärke med den rosa landleguanen.
Artens namn var först tänkt att bli Conolophus rosada från det spanska ordet för pink med hänvisning till djurets färg. Detta blev senare ändrat till Conolophus marthae, som valdes för att minnas Gabriele Gentiles dödfödda dotter Martha Rebecca Gentile.